# Silverchair
Silverchair là một ban nhạc rock Australia, hình thành vào năm 1992 với tên gọi Innocent Criminals ở Merewether, Newcastle với thành phần gồm Ben Gillies chơi trống, Chris Joannou chơi guitar bass và Daniel Johns hát và đàn guitar. Các nhóm đã thành danh vào giữa năm 1994 khi họ thắng một cuộc thi demo quốc gia được thực hiện bởi SBS Nomad chương trình truyền hình và đài phát thanh ABC, Triple J. ban nhạc đã được ký kết hợp đồng bởi Murmur, và đã thành công vào giai đoạn đá Úc và quốc tế.
Từ năm 2011, Silverchair đã giành được một con số kỷ lục 21 giải thưởng âm nhạc ARIA từ 49 đề cử. Ban nhạc cũng đã nhận được sáu giải thưởng APRA với Johns giành được ba giải thưởng sáng tác tại lễ năm 2008. Tất cả năm của các album của họ đã đạt vị trí số một trên bảng xếp hạng Album ARIA: Frogstomp (1995), Freak Show (1997), Neon Ballroom (1999), Diorama (2002) và hiện đại (2007) Young. Ba đĩa đơn của nhóm đã đạt đến số một trên bảng xếp hạng ARIA Singles liên quan đến "Ngày mai" (1994), "Freak" (1997) và "Đường thẳng" (2007).
Alternative rock của Silverchair đã phát triển trong suốt sự nghiệp của họ, phong cách khác nhau album cụ thể ổn định phát triển nhiều tham vọng hơn trong những năm qua, từ grunge trên đầu tay của họ làm việc gần đây hiển thị các ảnh hưởng đá cho dàn nhạc và nghệ thuật. Các sáng tác và ca hát của Johns đã được cải thiện đều đặn trong khi ban nhạc đã phát triển một yếu tố gia tăng phức tạp. Năm 2003, sau khi phát hành của Diorama, ban nhạc đã công bố một thời gian gián đoạn, trong đó các thành viên thời gian ghi lại với dự án phụ Các Dissociatives, Mess Hall, và Tambalane. Silverchair đã được đoàn tụ tại buổi hòa nhạc viện trợ sóng năm 2005, và trong năm 2007, họ chơi Trên khắp các tour du lịch Great Divide với cùng thời Powderfinger. Trong tháng 5 năm 2011, Silverchair công bố một thời gian tạm nghỉ vô thời hạn. Kể từ tháng đó, nhóm đã bán được vượt quá 6.000.000 album.